# Cephalacanthus maculatus
Cephalacanthus maculatus är en akantusväxtart som beskrevs av Gustav Lindau. Cephalacanthus maculatus ingår i släktet Cephalacanthus och familjen akantusväxter. Inga underarter finns listade i Catalogue of Life.